# Ibnat Ibn As-Sakkan
Ibnat Ibn As-Sakkan fue una poetisa árabe-andalusí del siglo XI.

## Biografía.
La única referencia que hay de ella es la que recoge Yaqut en su diccionario y en ella no se dice ni la época en que vivió ni el nombre propio. La anécdota que cuenta Yaqut nos la presenta como una anciana.

## Obra
Ibnat Ibn As-Sakkan escribió un poema sobre la naturaleza.